# Bandiera normanna
La bandiera della Normandia è un drappo rosso con due leoni passanti d'oro (più correttamente, "leopardi"). I leoni possono essere armati e lampassati d'azzurro, anche se esistono versioni senza questo attributo.
La bandiera è mutuata dallo stemma della Normandia, attribuito a Guglielmo il Conquistatore, ed è la bandiera ufficiale della regione francese della Normandia. Esiste anche una variante con tre leoni, sebbene i tre leoni siano più spesso associati all'Inghilterra.
La versione con i due leoni è soprannominata les p'tits cats in normanno, mentre quella con tre leoni è conosciuta come les treis cats.

## Altre bandiere
Una bandiera differente, a forma di croce scandinava, è stata proposta nel 1939 da Jean Adigard des Gautries. Tale bandiera, detta Croce di Sant'Olaf, viene talvolta usata per accentuare l'origine scandinava dei normanni. Una versione, che combina la croce di Sant'Olaf e i due leoni, si chiama Croce di Falaise.

Croce di Sant'Olaf
Croce di Falaise